# جام بسکتبال ولیعهد
جام ولیعهد اولین و بالاترین سطح لیگ بسکتبال باشگاهی در کشور ایران بوده‌است که در سال‌های ۱۳۵۴ تا ۱۳۵۷ با شرکت ۱۲ تیم توسط فدراسیون بسکتبال ایران برگزار می‌شده‌است. این مسابقات در حال حاضر با نام لیگ برتر بسکتبال ایران و با ساختاری متفاوت ادامه پیدا کرده‌است.
اولین قهرمان مسابقات کشوری بسکتبال در ایران باشگاه پهلوی تهران بود.

## اولین دوره: ۱۳۵۴

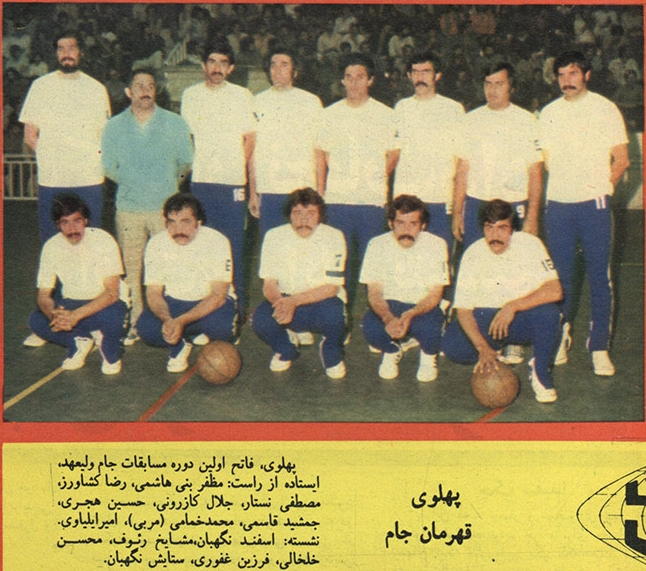
تصویر تیم پهلوی تهران قهرمان اولین دوره لیگ بسکتبال ولیعهد (مسابقات بسکتبال باشگاه‌های مردان ایران) در سال ۱۳۵۴. تصویر از مجله دنیای ورزش شماره ۲۹۴.

تصویر تیم پهلوی تهران قهرمان اولین دوره لیگ بسکتبال ولیعهد (مسابقات بسکتبال باشگاه‌های مردان ایران) در سال ۱۳۵۴. تصویر از مجله دنیای ورزش شماره ۲۹۴.

اولین دوره از مسابقات جام ولیعهد (مسابقات بسکتبال باشگاه‌های مردان ایران) در سال ۱۳۵۴ برگزار شد. این مسابقات در ۳ مرحله و با حضور ۱۲ تیم آغاز شد. تیم‌های شرکت کننده در اولین دوره لیگ باشگاه‌های بسکتبال مردان ایران عبارت است از: راه‌آهن مشهد، ذوب‌آهن اصفهان، پرسپولیس تهران، تاج شیراز، پاس تهران، ماشین‌سازی تبریز، پرسپولیس گرگان، پهلوی تهران، شهباز اهواز، تاج سنندج، همای تهران و پاس کرمانشاه. این مسابقات با پیروزی پهلوی تهران در مقابل پرسپولیس گرگان و قهرمانی تیم پهلوی تهران به پایان رسید. در مسابقه رده‌بندی تیم پاس ذوب‌آهن اصفهان را شکست داد و سوم شد.

## دومین دوره: ۱۳۵۵
دومین دوره در سال ۱۳۵۵ برگزار شد. تیم‌های راه‌آهن مشهد، پاس تهران، تاج سنندج، راه‌آهن تهران، پرسپولیس گرگان، تاج شیراز، ذوب‌آهن اصفهان، پاس کرمانشاه، پرسپولیس تهران و پهلوی تهران از تیم‌های شرکت کننده در این دوره بودند.

## سومین دوره: ۱۳۵۶
از مرحله مقدماتی مسابقات تهران، ۶ تیم دخانیات، ایرانا، تاج، پاس، پهلوی و شهباز برای مرحله نیمه نهایی برگزیده شدند. مرحله مقدماتی تیم‌های شهرستانی در دو شهر تبریز و بابل برگزار شد و از هر گروه ۳ تیم به مرحله نیم نهایی راه یافت.
۱۲ تیم راه یافته به مرحله نیمه نهایی در ۲ گروه ۶ تیمی در دو شهر بابل و سنندج به مسابقه پرداختند. مسابقات این مرحله از روز چهارشنبه ۳ اسفند ۱۳۵۶ آغاز شد و در روز ۷ اسفند به پایان رسید. تیم‌های حاضر در این مرحله عبارتند از، گروه بابل: دخانیات تهران، شهباز تهران، کمپیدرو تبریز،‌ پهلوی تهران، راه‌آهن مشهد و تاج بابل. گروه سنندج: ایرانا تهران، پاس تهران، تاج تهران، پرسپولیس گرگان، تاج سنندج و سپاهان اصفهان.
در این بین تیم‌های دخانیات، ایرانا، تاج بابل، سپاهان اصفهان به مرحله نهایی رسیدند که این مسابقات در سالن بدمینتون امجدیه در تاریخ ۱۶ تا ۱۸ اسفند ۱۳۵۶ برگزار شد. ابتدا ایرانا و تاج بابل در مقابل هم قرار گرفتند و سپس دخانیات و سپاهان اصفهان مسابقه دادند. در ادامه تیم ایرانا و آرارات با پیروزی بر تاج بابل و سپاهان اصفهان به دیدار نهایی رسیدند. در دیدار رده‌بندی تیم سپاهان اصفهان با نتیجه ۸۴-۷۵ تاج بابل را شکست داد و به جایگاه سومی رسید. در بازی فینال دخانیات با نتیجه ۱۰۶-۹۳ ایرانا را شکست داد و با بازیکنانی چون ایلیاوی، سبکتکین، اسماعیلی، خلخالی و شهمیرزادی به مقام قهرمانی رسید. موفق‌ترین بازیکن ایرانا در این بازی جعفر قره‌خانی بود.

## نتایج
| فصل  | قهرمان         | نایب‌قهرمان     | جایگاه سوم    |
| ---- | -------------- | -------------- | ------------- |
| ۱۳۵۴ | پهلوی تهران    | پرسپولیس گرگان | پاس تهران     |
| ۱۳۵۵ | پرسپولیس تهران |                | پاس تهران     |
| ۱۳۵۶ | دخانیات تهران  | ایرانا تهران   | سپاهان اصفهان |
| ۱۳۵۷ |                |                |               |